# Paul Pen

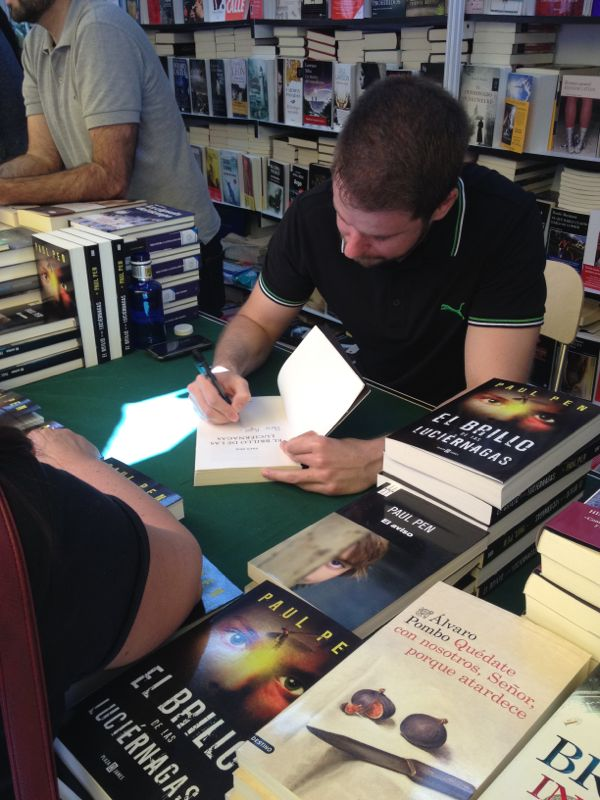
Firmando libros en la Feria del Libro de Madrid.

Paul Pen es un escritor y guionista español, nacido en Madrid en 1979. Fue considerado Nuevo Talento Fnac 2011 tras la publicación de su primera novela, El aviso (RBA), debut considerado como "sobresaliente" por Babelia, el suplemento cultural del diario El País. Dicha novela ha sido traducida al alemán e italiano. En 2013 publicó su segunda novela, El brillo de las luciérnagas (Plaza y Janés), traducida al inglés como The Light of the Fireflies (AmazonCrossing) y al alemán como Glühwürmchen, glüh (AmazonCrossing). En 2017 publica internacionalmente su tercera novela La casa entre los cactus, traducida a varios idiomas. En 2019 se publica internacionalmente su cuarta novela Un matrimonio perfecto, traducida al inglés como Under the Water. El 02/02/2022 publica su quinta novela "La Metamorfosis Infinita".

## Cine y TV
La película El aviso, producida por Morena Films y basada en la primera novela de Paul Pen, se estrenó el 23 de marzo de 2018, dirigida por Daniel Calparsoro y protagonizada por Raúl Arévalo, Belén Cuesta y Hugo Arbués. Dicha película fue distribuida internacionalmente como The Warning a través de Netflix.
La casa entre los cactus, basada en la novela de Paul Pen y con guion del propio autor, dirigida por Carlota González-Adrio y protagonizada por Daniel Grao, Ariadna Gil y Ricardo Gómez se estrenó el 16 de septiembre de 2022. La película fue seleccionada para el Festival de San Sebastián de ese mismo año.

### Novelas
| Título                       | Fecha de edición | Editorial                                   |
| ---------------------------- | ---------------- | ------------------------------------------- |
| El aviso                     | Junio de 2011    | RBA Libros                                  |
| Il presagio                  | Octubre de 2011  | Newton Compton Editori                      |
| 9 - Die Wiederkehr           | Febrero de 2013  | Heyne Verlag (Penguin Random House Germany) |
| El brillo de las luciérnagas | Mayo de 2013     | Plaza y Janés (Penguin Random House Spain)  |
| The Light of the Fireflies   | Abril de 2016    | AmazonCrossing                              |
| Das Haus in der Kakteenwüste | Abril de 2017    | AmazonCrossing                              |
| La casa entre los cactus     | Junio de 2017    | Plaza y Janés (Penguin Random House Spain)  |
| Desert Flowers               | Agosto de 2017   | AmazonCrossing                              |
| Un matrimonio perfecto       | Mayo de 2019     | Plaza y Janés (Penguin Random House Spain)  |
| Under the Water              | Octubre de 2019  | AmazonCrossing                              |
| La metamorfosis infinita     | Febrero de 2022  | HarperCollins Ibérica                       |
| A un lado de la carretera    | Febrero de 2024  | HarperCollins Ibérica                       |

### Relatos
| Título                                   | Editorial                              | Notas                             |
| ---------------------------------------- | -------------------------------------- | --------------------------------- |
| Una escena matrimonial del todo insólita | "Visiones 2007" (AECFT)                |                                   |
| OTEL                                     | RHM FLASH (Penguin Random House Spain) | Publicado también en Revista Don. |
| La sangre del muerto                     | RHM FLASH (Penguin Random House Spain) |                                   |

### Colecciones de relatos
- Trece historias (2015)